# Remolins
|  | Per a altres significats, vegeu «remolí». |

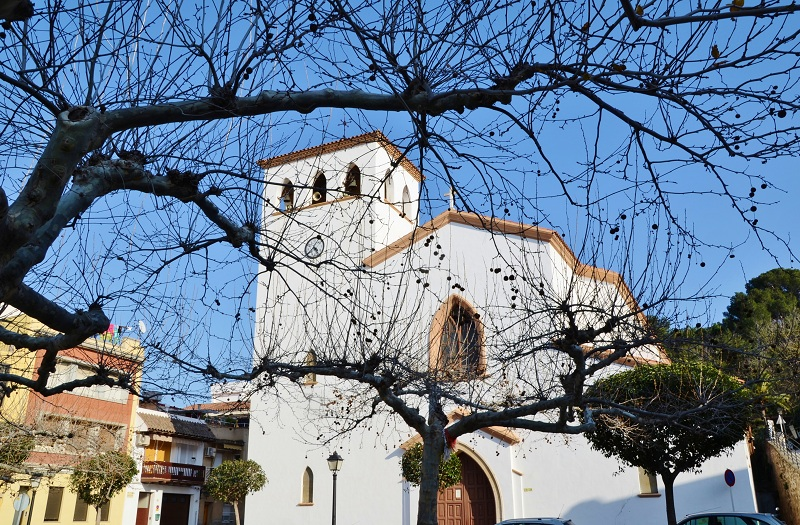
Església de Sant Jaume de Remolins.

Remolins és un barri històric de la ciutat de Tortosa. Situat al nord de la ciutat forma part del conjunt historicoartístic de la capital del Baix Ebre i hom tendeix actualment a incloure sota aquesta denominació al barri veí de Sant Jaume. Antigament aquests dos barris estaven ben separats per l'anomenada esplanada de Remolins, urbanitzada modernament i que havia estat la plaça de l'Assoc, topònim d'origen àrab que significa mercat. A aquesta "assimilació" hi ha contribuït també l'estat de degradació i despoblament del sector més antic de Sant Jaume.
Remolins se troba situat al nord-est de Tortosa, entre el riu Ebre i les avançades del castell de la Suda. A més a més de les muralles del segle xiv, Remolins s'identifica com el Call Jueu de la ciutat, nucli de cases on els petits carrers s'entrellacen laberínticament formant un dels calls jueus més petits d'Europa.
Remolins disposa d'un gran parc modern a la vora al riu Ebre, compartit amb el barri de Sant Jaume, i convertit des del 2007 en el recinte firal de la ciutat. En el recinte es troba un pavelló multifuncional dissenyat per l'arquitecte argentí Mario Corea que disposa de 5000 metres quadrats coberts.

## Llocs d'interès
- Call jueu. Existeix una ruta turística per tot el Call, que permet conèixer els edificis més significatius com: l'antic hospital o casa de Sant Jordi (conegut per la sinagoga), la terrisseria, la carnisseria o el portal dels Jueus. El call està dividit pel carrer Major: a l'est el call nou i a l'oest el call vell.[4]

- Torre Grossa de Vimpeçol (també coneguda com a torre del Célio, nom del petit barranc que té al davant): Torre circular de guaita situada al final d'un tram de muralla que es remunta al segle xiv i que descendeix del turó on hi ha situades les avançades de Sant Joan. En aquesta muralla hom hi localitza un antic portal conegut com a portal dels Jueus. L'any 2009 se n'ha iniciat una actuació d'excavació arqueològica i de restauració.

- Jardins del Príncep. Aquest espai verd fou inaugurat pel llavors príncep Felip el 1991 (d'aquí el seu nom) i acull un conjunt d'obres de l'escultor contemporani Santiago de Santiago (Navaescurial, Àvila, 1925). Els jardins se situen vora la muralla que connecta les avançades del castell de Sant Joan amb la torre del Célio i constitueixen un bell marc turístic. Aquest mateix espai va pertànyer a l'antic Balneari d'en Porcar, que a finals del segle passat fou fundat pel llavors propietari Manuel Porcar i Tió (1841-1918) després de fer analitzar les aigües de les fonts que brollaven a l'indret i constatar les propietats medicinals que les caracteritzaven. Aquestes fonts encara es conserven i són visitables.[5]

- Antic escorxador. Edifici modernista configurat en diferents pavellons, actualment en restauració, obra de l'arquitecte Pau Monguió i Segura situat a l'Avinguda Felip Pedrell, al barri de Sant Jaume. L'edifici és la seu del Museu de Tortosa i des del 2007 acull en un dels seus pavellons la sala d'exposicions Antoni Garcia. Patrimonialment parlant el barri de Sant Jaume, antiga moreria, també té el palau Montagut, així com els banys àrabs vells, redescoberts el 2005 als baixos del número 6 del carrer Major de Sant Jaume, a més a més de diversos jaciments arqueològics localitzats: l'antiga església de Sant Jaume (excavada el 1990), la muralla i el portal de l'Assoc, el passeig de Ronda sota el castell de la Suda, la poterna del general Ortega, etc.[6]
- Castell de Tenasses. És una extensa fortalesa (s. XVII) situada en un turó al nord de la ciutat separada de la trama emmurallada. Durant algunes dècades va ser de propietat privada.

## Galeria

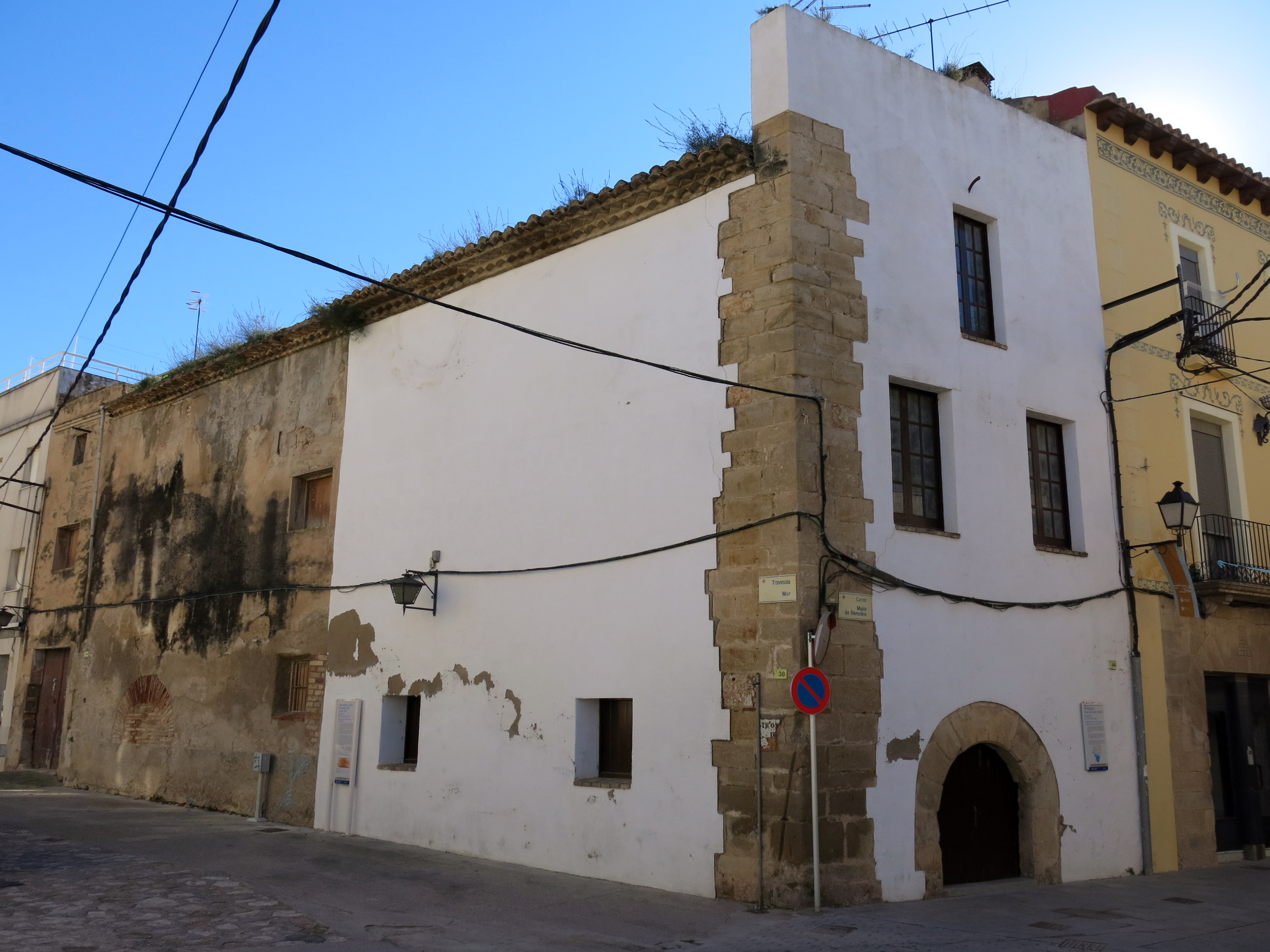
Casa de Sant Jordi, coneguda com l'antiga Sinagoga.
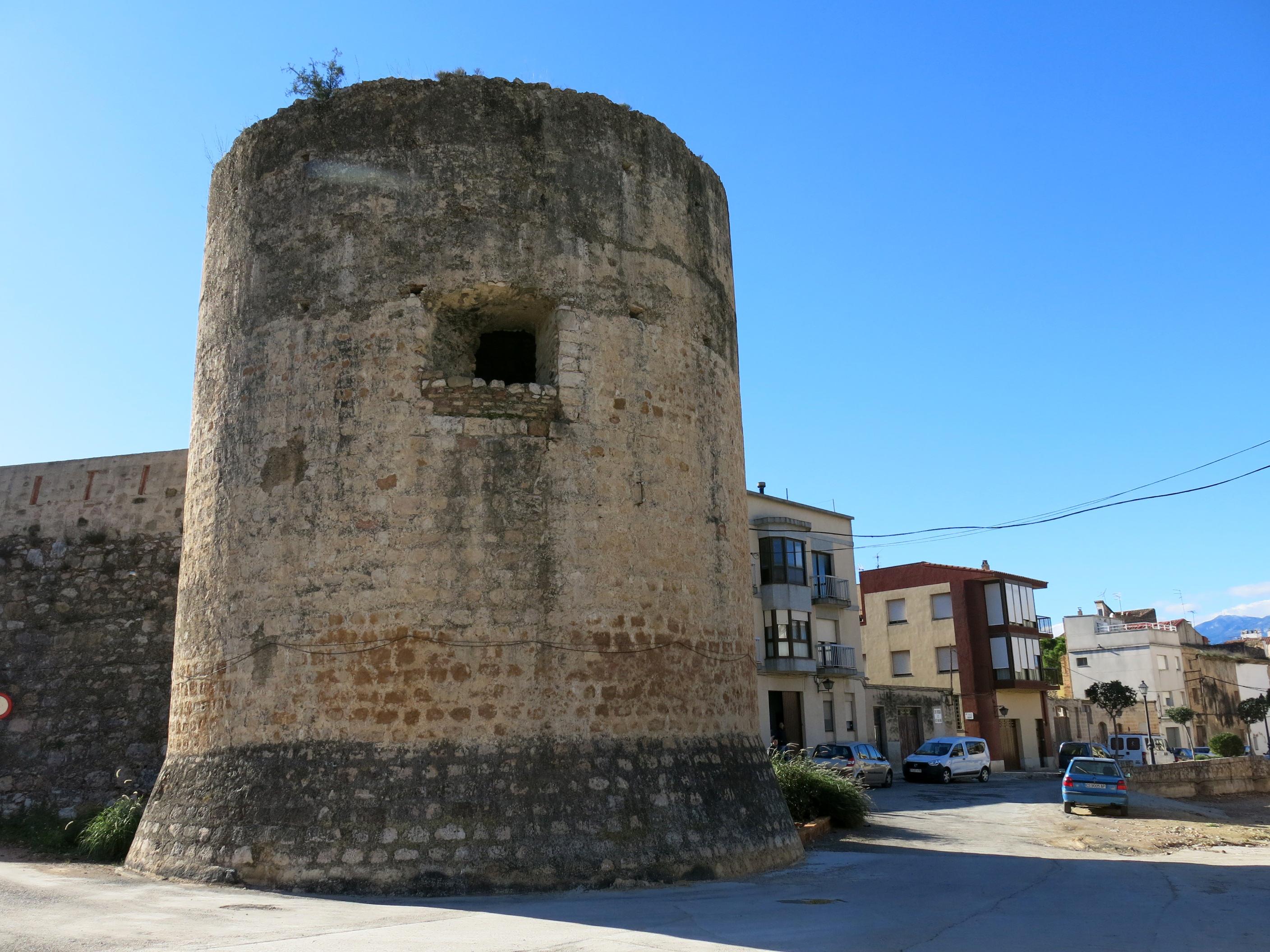
Torre del Célio.
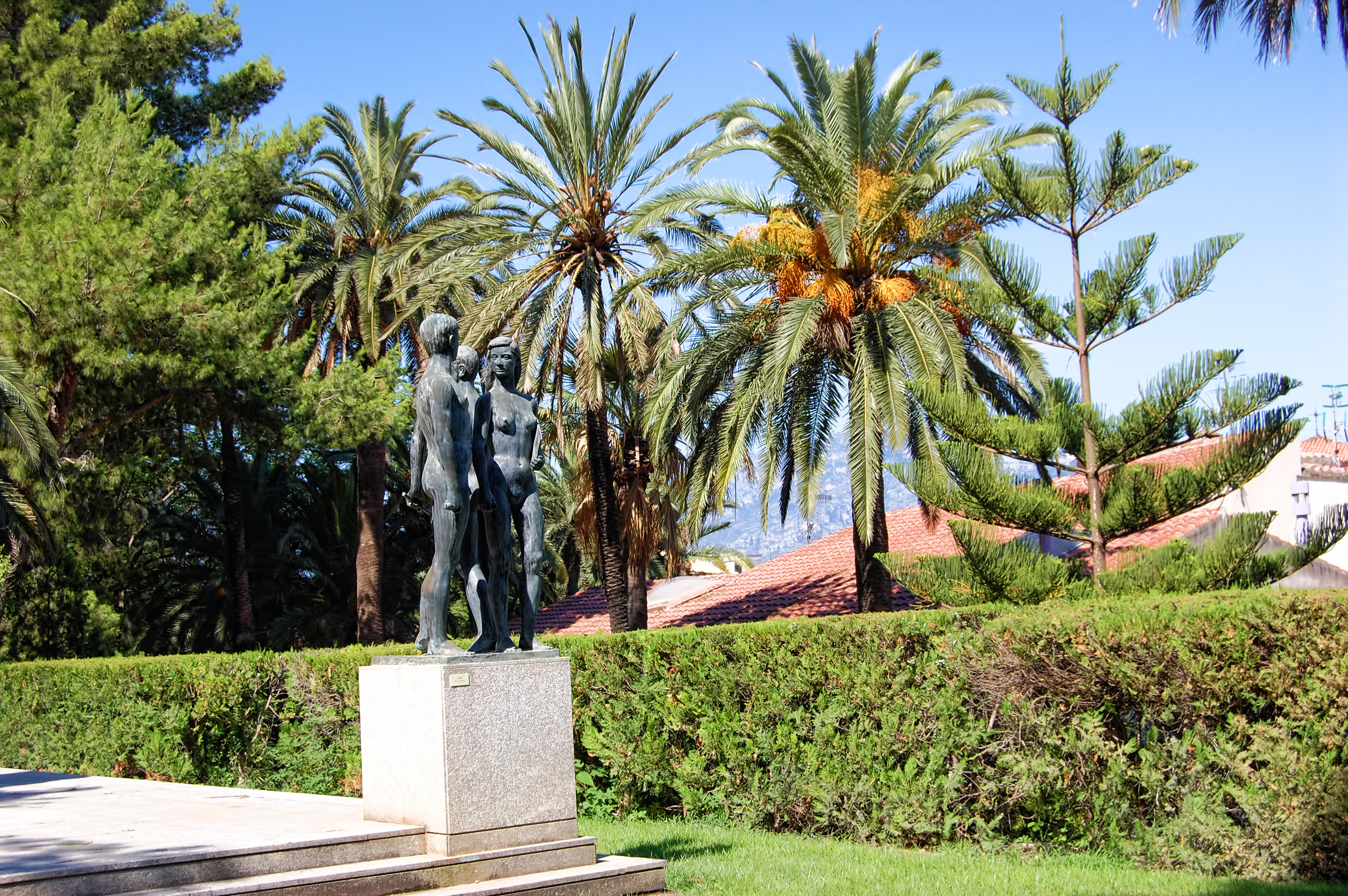
Escultura de Santiago de Santiago als jardins del Príncep.
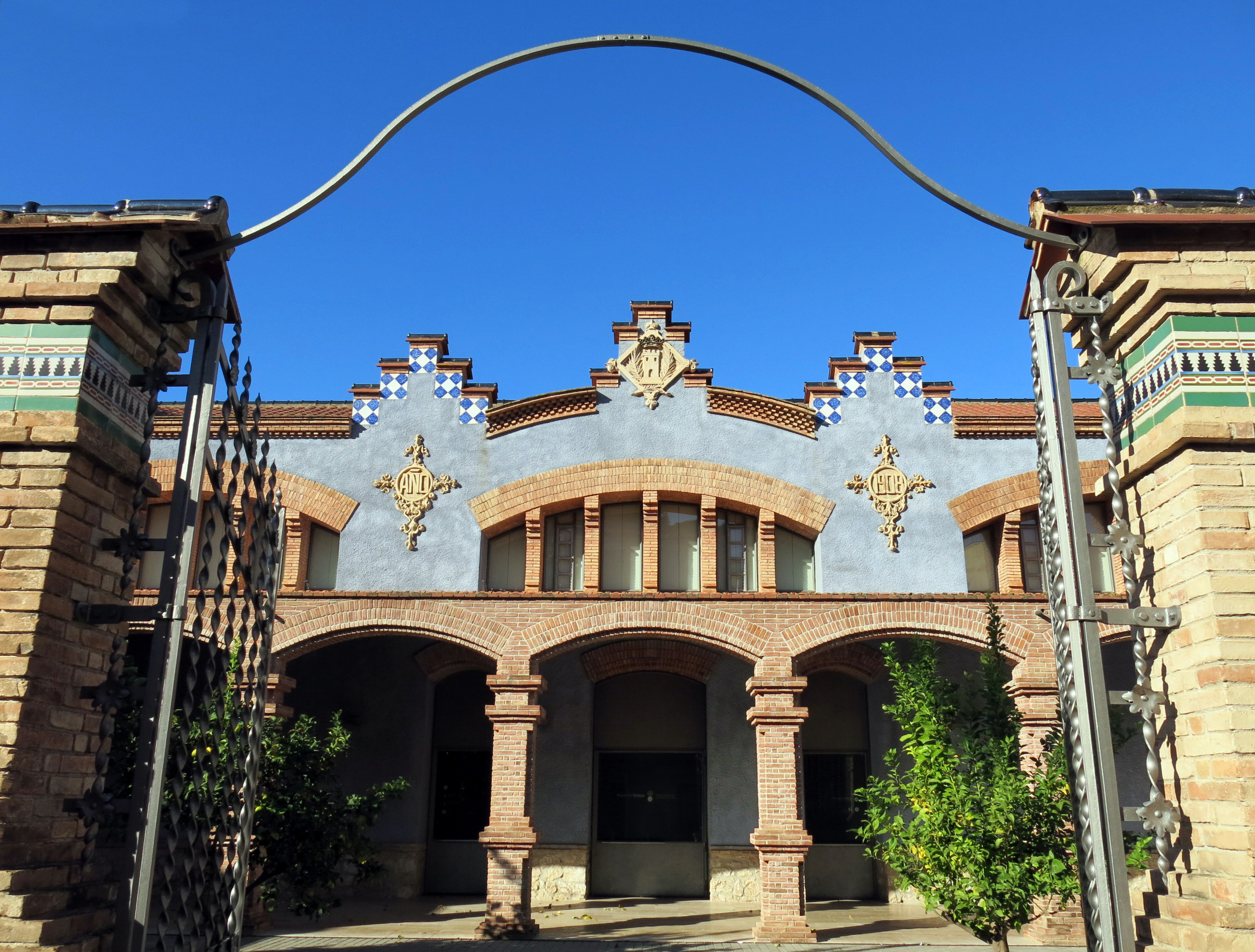
L'antic escorxador, actual Museu de Tortosa.
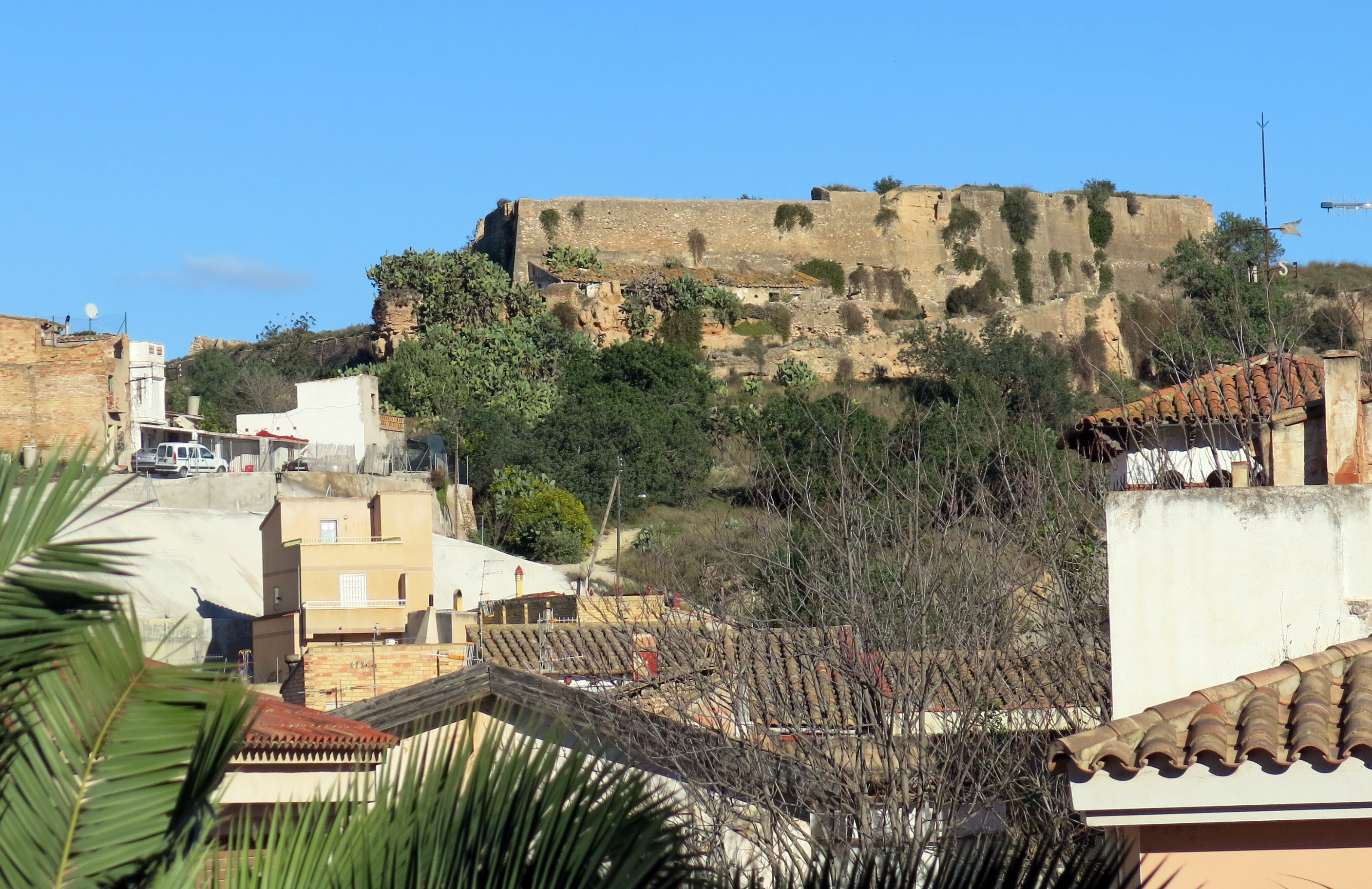
Castell de Tenasses.